# 石碶街道
石碶街道是中华人民共和国浙江省宁波市海曙区一个街道，因行春碶（俗称石碶）而得名:128。

## 历史
唐朝始有人居住，宋、元、明、清时属光同乡、桃源乡，1946年设塘碶乡、栎社乡，1950年5月塘碶乡分为塘碶乡、塘西乡，栎社乡分为栎社乡、横涨乡，属古林区，1956年6月撤销古林区，塘碶乡、栎社乡、横涨乡合并为栎社乡，塘西乡并入建设乡，1958年10月改为卫星（古林）人民公社塘碶、栎社、横涨、塘西4个大队，1961年6月塘碶大队、塘西大队合并为石碶公社，栎社大队、横涨大队合并为栎社公社，9月属古林区，1963年5月改属鄞江区，1983年6月改为石碶公社、栎社公社，1987年4月石碶乡改为石碶镇，1992年5月栎社乡并入石碶镇，2003年5月撤镇设立石碶街道:24、128，2016年9月划归海曙区管辖。

## 行政区划
石碶街道下辖以下地区：
东方社区、石碶社区、丽洲社区、新区社区、锦丽社区、建庄社区、汪源社区、金海塘社区、江上社区、石碶村、塘西村、雅渡村、冯家村、后仓村、黄隘村、联丰村、星光村、栎社村、汪家村、东杨村、横涨村、西杨村、上王村、车何渡村

## 经济
石碶街道经济发达，辖区内有雅戈尔、洛兹、富田、广博等大型企业。

## 交通
石碶街道交通便捷。宁波栎社国际机场位于石碶街道。鄞县大道、鄞州大道横穿石碶街道，并与机场路和雅戈尔大道相连。宁波轨道交通2号线穿过石碶街道，设栎社国际机场、栎社、鄞州大道、石碶、轻纺城五站。